# Republikken Marij El
Republikken Marij El (russisk: Республика Марий Эл, tr. Respublika Marij El; østmarisk Марий Эл Республика, tr. Marij El Respublika) er en af 21 autonome republikker i Den Russiske Føderation, og hjemland for mariske folk. Republikken ligger midt i den europæiske del af Rusland. Republikkens areal er 23.375 km² med en befolkning på 685.865(2016). Hovedstaden er Josjkar-Ola (dansk: ~ "Den røde by"), en by ved Volga med omkring en kvart million indbyggere.

## Politik
Lederen af Republikken Marij El er præsidenten, som siden januar 2004 har været Leoníd Markélov fra partiet Det Forenede Rusland.

## Økonomi

### Erhvervsliv
De mest udviklede industrigrene er maskin- og metallindustri, træforædling og næringsmiddelindustri. Størsteparten af industrien ligger i hovedstaden Josjkar-Ola, eller i byerne Kozmodemjansk, Volzjsk, og Zvenigovo

### Turisme
Mange turister kommer til Marij El fra Tjuvasjien og Tatarstan for at bade på sandstrandene langs Volga, ligesom der kommer en del turister fra Finland og Ungarn,[kilde mangler] der er interesserede i at besøge brødrefolket i øst.

## Demografi
Befolkningsudviklingen siden 2000 har været:
| År   | Indbyggertal pr. 1. januar |
| ---- | -------------------------- |
| 2000 | 743.828                    |
| 2001 | 739.091                    |
| 2002 | 732.774                    |
| 2003 | 726.730                    |
| 2004 | 721.913                    |
| 2005 | 716.850                    |
| 2006 | 711.540                    |
| 2007 | 706.680                    |
| 2010 | 696.459                    |

Russere udgør 45,1% af Republikken Marij Els indbyggere, de bor frem for alt i byerne og i den vestlige del af republikken, marier, der udgør 41,8%, bor fortrinsvis på landet. I de største byer bor der tillige tatarer, tjuvasjere, mordvinere og ukrainere. I de østlige områder, mod Tatarstan, bor der en del tatarar.
| Etnisk gruppe | Folketælling 1926 | Folketælling 1926 | Folketælling 1939 | Folketælling 1939 | Folketælling 1959 | Folketælling 1959 | Folketælling 1970 | Folketælling 1970 | Folketælling 1979 | Folketælling 1979 | Folketælling 1989 | Folketælling 1989 | Folketælling 2002 | Folketælling 2002 | Folketælling 2010 | Folketælling 2010 |
| Etnisk gruppe | Antal             | %                 | Antal             | %                 | Antal             | %                 | Antal             | %                 | Antal             | %                 | Antal             | %                 | Antal             | %                 | Antal             | %                 |
| --- | ----------------- | ----------------- | ----------------- | ----------------- | ----------------- | ----------------- | ----------------- | ----------------- | ----------------- | ----------------- | ----------------- | ----------------- | ----------------- | ----------------- | ----------------- | ----------------- |
| Marier 1 | 247.979           | 51,4 %            | 273.332           | 47,2 %            | 279.450           | 43,1 %            | 299.179           | 43,7 %            | 306.627           | 43,5 %            | 324.349           | 43,3 %            | 312.178           | 42,9 %            | 290.863           | 41,8 %            |
| Russere | 210.016           | 43,6 %            | 266.951           | 46,1 %            | 309.514           | 47,8 %            | 320.825           | 46,9 %            | 334.561           | 47,5 %            | 355.973           | 47,5 %            | 345.513           | 47,5 %            | 313.947           | 45,1 %            |
| Tatarer | 20.219            | 4,2 %             | 27.149            | 4,7 %             | 38.821            | 6,0 %             | 40.279            | 5,9 %             | 40.917            | 5,8 %             | 43.850            | 5,9 %             | 43.377            | 6,0 %             | 38.357            | 5,5 %             |
| Tjuvasjere | 2.184             | 0,5 %             | 5.504             | 0,9 %             | 9.065             | 1,4 %             | 9.032             | 1,3 %             | 8.087             | 1,1 %             | 8.993             | 1,2 %             | 7.418             | 1,0 %             | 6.025             | 0,9 %             |
| Ukrainere | 86                | 0,0 %             | 1.805             | 0,3 %             | 2.728             | 0,4 %             | 4.563             | 0,7 %             | 4.454             | 0,6 %             | 5.344             | 0,7 %             | 5.097             | 0,7 %             | 3.601             | 0,5 %             |
| Tyskere | 36                | 0,01 %            | 247               | 0,04 %            | 1.140             | 0,18 %            | 768               | 0,11 %            | 527               | 0,07 %            | 544               | 0,07 %            | 532               | 0,07 %            | 399               | 0,06 %            |
| Andre | 1.581             | 0,3 %             | 4.622             | 0,8 %             | 6.962             | 1,1 %             | 10.102            | 1,5 %             | 9.034             | 1,3 %             | 10.279            | 1,4 %             | 13.864            | 1,9 %             | 43.267            | 6,2 %             |
| I alt | 482.101           | 100 %             | 579.610           | 100 %             | 647.680           | 100 %             | 684.748           | 100 %             | 704.207           | 100 %             | 749.332           | 100 %             | 727.979           | 100 %             | 696.459           | 100 %             |
| 1 Marier, bjerg- og engmarier (2002 17.715 og 2010 23.502 bjergmarier) 2 34.129 personer havde ikke angivet nationalt tilhørsforhold. De formodes at have fordelt sig proportionalt i forhold til dem, hvis tilhørsforhold kendes. |                   |                   |                   |                   |                   |                   |                   |                   |                   |                   |                   |                   |                   |                   |                   |                   |

## Geografi
Marij El ligger øst på den østeuropæiske slette, ved den midterste del af Volga, der løber gennem den sydvestlige del af republikken. Bifloden Vetluga løber ud i Volga her. De vestlige dele er hovedsagelig fladt lavland. I øst hæver bakkerne i Vjatskij Uval sig til 275 m.o.h.

### Byer
Den største by er Josjkar-Ola med 263.190(2015) indbyggere, den næststørste by er Volzjsk med 54.701(2015) indbyggere.

## Uddannelse
Det statslige tekniske universitet, Mari statslige universitet, og Mari pædagogiske institut er de vigtigste uddannelsesinstitutioner, alle ligger i Josjkar-Ola.

## Religion
De fleste indbyggere i republikken er russisk-ortodokse, i den østlige del af republikken er der også en del muslimer og en del, der tror på den traditionelle mariske religion, en førkristen religion med visse ydre træk lånt fra kristendommen.

## Historie
De første folk, der er kendt i området, var finsk-ugriske folkeslag, som bosatte sig i forhistorisk tid. Tjeremisser, et gammelt navn på marierne, er nævnt i khazarske skrifter fra 900-tallet. I midten af 1200-tallet blev området erobret af mongolerne, hvorefter det mongolske verdensrige blev delt op og det blev en del af Kazan-khanatet.
I 1550 blev området erobret af Zar-rusland, og russisk kolonisering af området tog til. I 1583 blev byen Kozmodemjansk grundlagt, og året efter Tsarevokoksjajsk (dagens Josjkar-Ola). Fra 1700-tallet kom de første skrifter på marisk sprog skrevet med det kyrilliske alfabet, og i 1775 kom den første mariske grammatik. Det samme år fik det store oprør ved Jemeljan Pugatsjov stor støtte i Marij El.
Under den russiske revolution kom området under kontrol af bolsjevikkerne i december 1917. Sommeren 1918 var der en bølge af kontrarevolutionære oprør, men alle blev slået ned af den røde hær.
Den 4. november 1920 blev Mari autonome oblast oprettet. Den 5. december 1936 fik denne status som Mari autonome sovjet socialistiske republik (Mari ASSR) inden for Sovjetunionen. Efter opløsningen af Sovjetunionen i 1991 skiftede republikken navn til Marij El Respublika (dansk: ~ Republikken Marij El) og blev en autonom republik i Den russiske føderation.